# Pedro Rebocho
Pedro Miguel Braga Rebocho (* 23. Januar 1995 in Évora) ist ein portugiesischer Fußballspieler.

## Karriere

### Im Verein

#### Jugendkarriere
Rebocho kam 1995 in der südportugiesischen Region Alentejo, genauer in der Stadt Évora, auf die Welt. Hier begann er mit dem Vereinsfußball in der Jugend von Juventude Évora und wechselte 2007 nach Lissabon in die Nachwuchsabteilung von Benfica Lissabon. In der Saison 2013/14 der UEFA Youth League bestritt Rebocho alle zehn Spiele mit den Benfica-Junioren und erreichten das Finale.

#### Profikarriere
Seine Profikarriere begann bei der Zweitmannschaft, Benfica Lissabon B, von Benfica Lissabon, indem er mit 19 Jahren im August 2014 in der Zweitligabegegnung gegen Académico de Viseu FC zu seinem Liga-Profidebüt kam. Nach zwei Spielzeiten und ohne Chance in der Erstmannschaft von Benfica wechselte Rebocho im Sommer 2016 nach Moreira de Cónegos zum portugiesischen Erstligisten Moreirense FC. In der Spielzeit 2016/17 machte er als Außenverteidiger mit 6 Assists in insgesamt 34 Pflichtspieleinsätzen auf sich aufmerksam. Nach der Saison wechselte er nach Frankreich zum Erstligisten EA Guingamp. Nach seinen fußballerischen Leistungen verlängerten die Bretonen von Guingamp im Juli 2018 mit ihm seinen Vertrag vorzeitig bis Juni 2022.
Nachdem sein Verein am Ende der Saison 2018/19 in die Ligue 2 abgestiegen war, wurde er im August 2019 kurz nach Beginn der Saison 2019/20 an den türkischen Erstligisten Beşiktaş Istanbul bis zum Saisonende ausgeliehen. Nach 17 Pflichtspieleinsätzen (Liga-, Pokal- und Europapokalspiele) wurde er gegen Ende Januar 2020 unter dem neuen Beşiktaş-Trainer Sergen Yalçın nicht mehr eingesetzt und im weiteren Lauf der Spielzeit teilweise vom Trainer auch nicht mehr für den Spielkader bzw. Ersatzbank berücksichtigt. Somit entschlossen sich Beşiktaş und Rebecho im Juni 2020 während der Saison die Leihe im beiderseitigen Einverständnis vorzeitig aufzulösen.

### In der Nationalmannschaft
Rebocho durchlief zwischen 2010 und 2017 die portugiesischen Nachwuchsnationalmannschaften von der U16 bis U21 und bestritt dabei insgesamt 69 Länderspiele. Er begann im Oktober 2010 seine Nationalmannschaftskarriere mit zwei Einsätzen für die U16-Junioren von Portugal. Rebocho nahm als Einwechsel- bzw. Ergänzungsspieler an den Endturnieren der U19-Europameisterschaften 2013, 2014; U20-Weltmeisterschaft 2015 und U21-Europameisterschaft 2017 teil.

## Erfolge
- Vereine
  - Benfica Lissabon – Junioren
    - UEFA Youth League: Finalist 2014[3]

  - Moreirense FC
    - Portugiesischer Ligapokal: Sieger 2017[3]

  - EA Guingamp
    - Französischer Ligapokal: Finalist 2019[14]

  - Lech Posen
    - Polnischer Meister: 2022
- Nationalmannschaft
  - Portugal U19-Junioren
    - U19-Europameisterschaft: Finalist 2014